# 이묵원
이묵원(李默園, 1938년 4월 26일 ~ )은 대한민국의 배우이며 본명은 이재호이다. 부인은 배우 강부자이다.

## 생애
1960년 연극배우 첫 데뷔한 그는 1년 후 1961년 MBC 문화방송 라디오 방송 특채 성우 연기자로 첫 데뷔하였으며 이듬해 1962년 서울중앙방송 공채 탤런트로 정식 연기자 데뷔하였다.

## 학력
- 한양공업고등학교 졸업
- 중앙대학교 연극영화학과 졸업

## 출연작

### 방송
- 1970년 TBC 화요연속사극 《옥녀》
- 1971년 MBC 수사실화극 《수사반장》
- 1972년 TBC 일일연속사극 《사모곡》 - 조선 성종 역
- 1977년 MBC 주말연속극 《후회합니다》
- 1977년 MBC 일일연속사극 《옥녀》
- 1978년 MBC 일일연속극 《주인》
- 1978년 MBC 일일연속사극 《정부인》
- 1978년 MBC 8.15특집극 《뜨거운 손》
- 1978년 MBC 일일연속극 《행복을 팝니다》
- 1979년 MBC 6.25특집극 《최후의 증인》
- 1980년 MBC 농촌드라마 《전원일기》
- 1981년 MBC 정치드라마 《제1공화국》 - 김규식 역
- 1981년 MBC 아침연속극 《포옹》
- 1981년 MBC 주간드라마 《민족풍속도》
- 1982년 MBC 주간드라마 《박순경》
- 1982년 MBC 6.25특집극 《포로들》
- 1982년 MBC 8.15특집극 《한》
- 1983년 MBC 조선왕조 오백년 《뿌리깊은 나무》
- 1983년 MBC 한국인 재발견 시리즈 《다산 정약용》
- 1984년 MBC 삼일절특집극 《조선총독부》
- 1984년 MBC 수사드라마 《두 형사》
- 1985년 MBC 수목드라마 《엄마의 방》
- 1985년 MBC 조선왕조 오백년 《풍란》
- 1985년 MBC 주간연속극 《갯마을》
- 1985년 MBC 조선왕조 오백년 《임진왜란》
- 1988년 MBC 조선왕조 오백년 《인현왕후》
- 1988년 MBC 창사특집드라마 《만남》
- 1989년 MBC 월화미니시리즈 《겨울 안개》
- 1989년 MBC 월화미니시리즈 《철새》
- 1989년 MBC 주말연속극 《유산》
- 1989년 MBC 조선왕조 오백년 《파문》
- 1989년 MBC 로드드라마 《서울 시나위》
- 1989년 MBC 특집드라마 《타오르는 강》
- 1990년 MBC 특종
- 1990년 MBC 조선왕조 오백년 《대원군》
- 1990년 MBC 아침드라마 《아직은 마흔아홉》
- 1991년 MBC 월화드라마 《동의보감》
- 1993년 MBC 월화미니시리즈 《파일럿》
- 1994년 SBS 월화드라마 《영웅일기》
- 1995년 MBC 수목드라마 《숙희》
- 1996년 SBS 정치드라마 《코리아게이트》 - 김정렴 역
- 1998년 SBS 정치드라마 《삼김시대》 - 정일형 역

1. ↑  “車追越시비 暴行 탤런트 李默園씨”. 《조선일보》. 1972년 8월 26일. 2023년 7월 8일에 확인함.